# Beyond (film 1921)
Beyond è un film muto del 1921 diretto da William Desmond Taylor. La sceneggiatura di Julia Crawford Ivers si basa su The Lifted Veil, lavoro teatrale di Henry Arthur Jones.

## Produzione
Il film, che fu prodotto dalla Famous Players-Lasky Corporation, venne girato da fine marzo a metà aprile 1921.

## Distribuzione
Il copyright del film, richiesto dalla Famous Players-Lasky Corp., fu registrato il 30 ottobre 1921 con il numero LP17173.
Distribuito dalla Paramount Pictures e dalla Famous Players-Lasky Corporation, presentato da Jesse L. Lasky, il film uscì nelle sale cinematografiche degli Stati Uniti il 4 settembre 1921.
Copia della pellicola viene conservata negli archivi della Library of Congress.